# Târgu Frumos
Târgu Frumos (també escrit Tîrgu Frumos, de vegades Târgul / Tîrgul Frumos; pronunciació en romanès: [ˌtɨrɡu fruˈmos]) és una ciutat del comtat de Iași, Moldàvia occidental (Romania). Onze pobles van ser administrats per la ciutat fins al 2004, quan es van dividir per formar les comunes de Balș, Costești i Ion Neculce.

## Història
Durant la Segona Guerra Mundial, al març i maig de 1944, aquesta zona va ser l'escenari de les dues batalles de Târgu Frumos, part de la Primera Ofensiva Jassy-Kishinev.
Segons el cens de 1930, a Târgu Frumos vivien 1.608 jueus. A la tardor de 1940, tots els homes jueus, de 18 a 50 anys, van ser sotmesos a treballs forçats. Molts van ser enviats al camp de treball Tudoreni-Rechita, situat al comtat de Botoșani, mentre que altres van ser deportats a Transnistria. Târgu Frumos també va ser una parada de 24 hores del "Tren de la mort" que anava al campament de Călărași. L'1 de juliol de 1941, quan el tren va arribar a Târgu Frumos, 654 cossos van ser retirats del tren i transportats al cementiri jueu local on van ser enterrats.

## Demografia
A 2011, hi vivien 10.475 persones, un 81,6% de romanesos, un 9,14% de lipovencs i un 9,08% de gitanos.

## Fills il·lustres
- Gabriela Crețu
- Garabet Ibrăileanu
- Dumitru Theodor Neculuță
- Belu Zilber

## Galeria

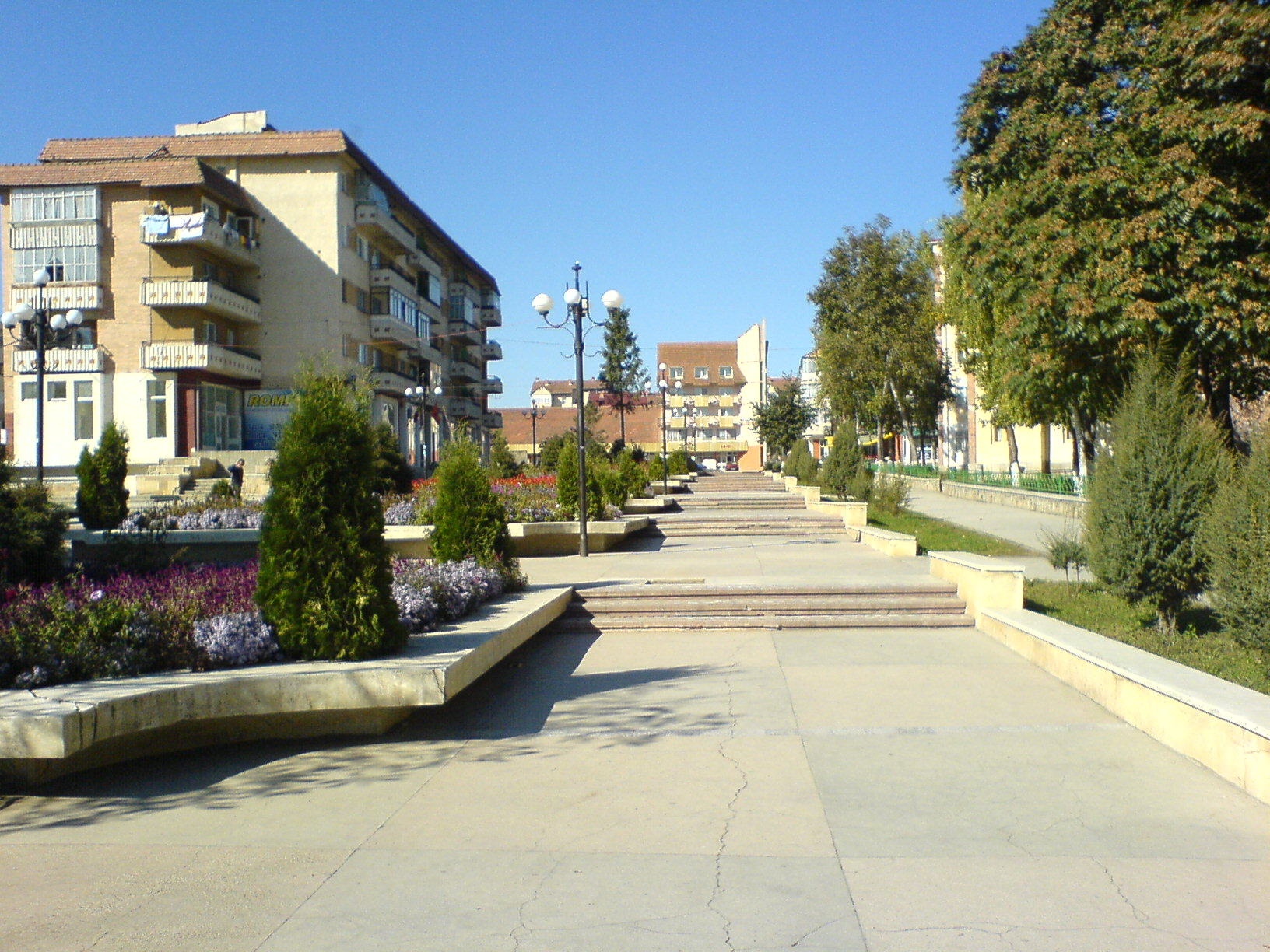
Esplanada Central
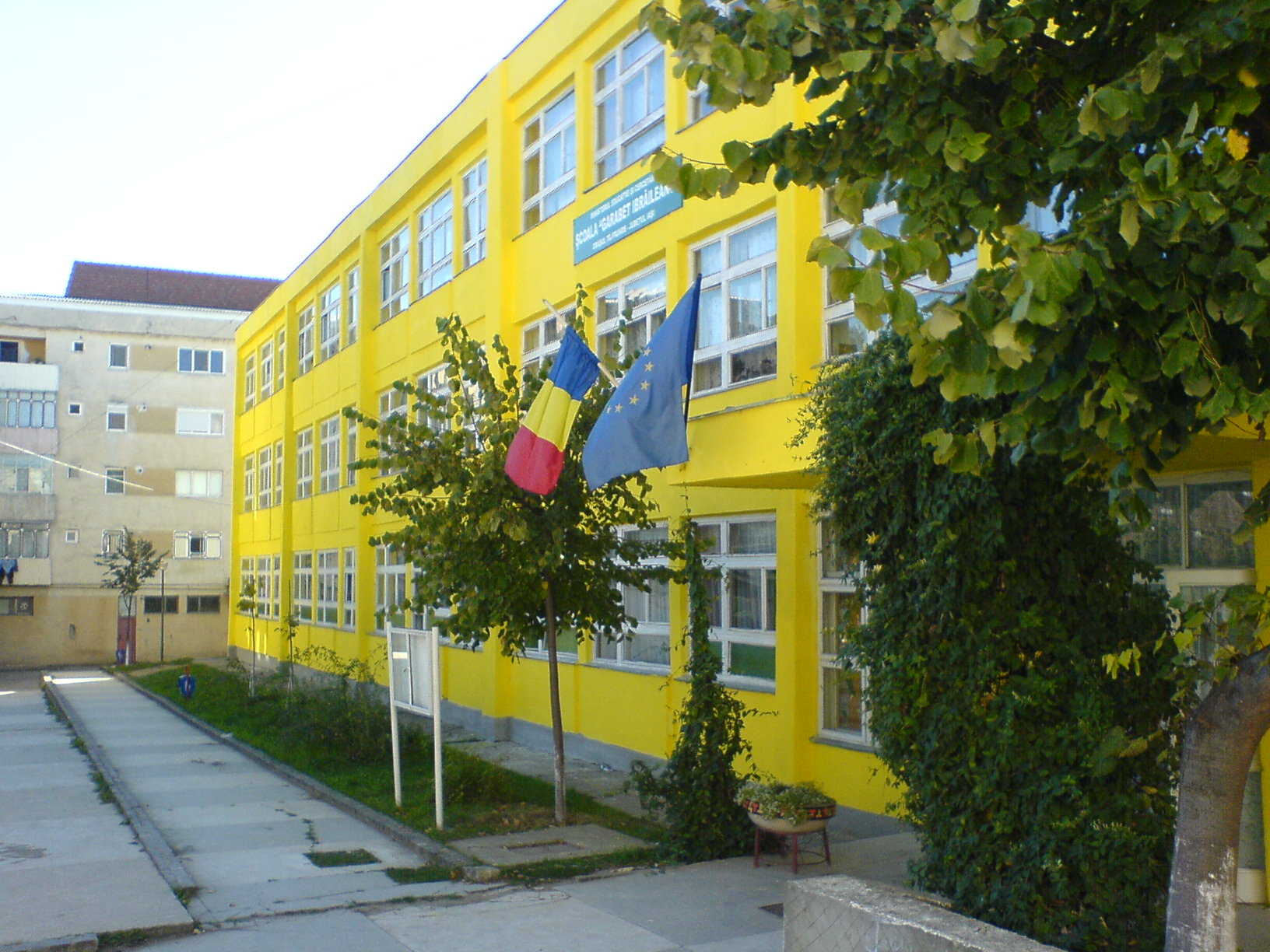
Escola primària Garabet Ibrăileanu